# Центральний щит
Центральний щит у Геральдиці - щит посеред герба, що розміщений на більшому щиті. Позначається як менший геральдичний щит, якщо він містить ще менший, так званий серцевий щит. Його не називають середнім щитом, оскільки він знаходиться в середньому (центральному), якщо дивитись двовимірно, а між двома формами щита, одним більшим і одним меншим, якщо дивитись тривимірно.
Це збагачення герба введено з другої половини XV-го століття. Щити були створені шляхом злиття кількох гербів в одному щиті. Середня площина розташована в центрі головної площини, на ній зображений центральний щит, знову центрований запущений серцевий щит, як правило, найелегантніший герб, що походить із родових гербів, або національний герб країни-батьківщини чи правлячої династії. Отже, середній щит є середнім і, отже, трохи більше серцевого щита. Якщо всередині щита є щит, який явно перевищує серцевий, хоча на ньому не розміщений серцевий щит, його зазвичай також називають центральним щитом.
Середній щит не слід плутати із негеральдичною фігурою щитком. Оскільки щити повинні бути поодинокими, для проведення спеціальних гербів підходять лише середні щити та серцевы щити.

## Приклади

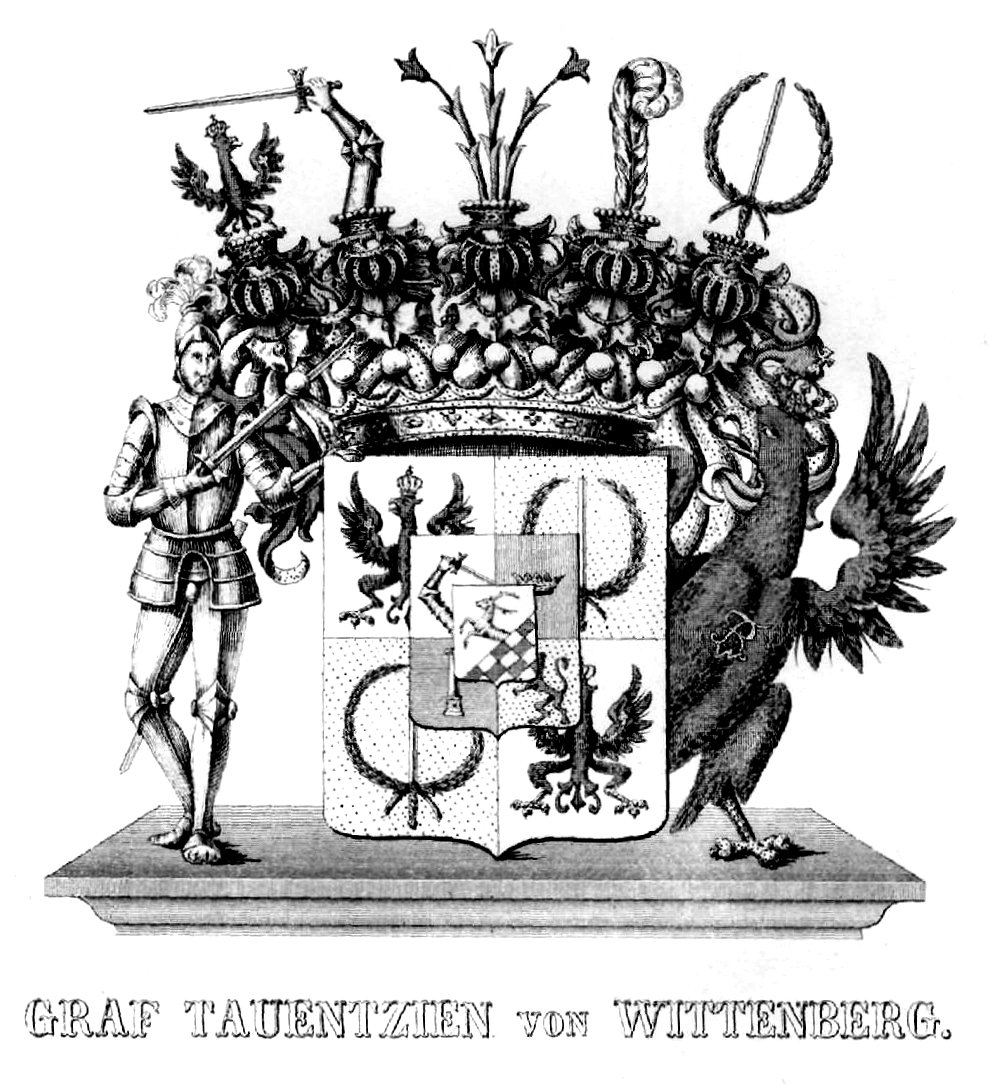
Герб графа Тауенцієна фон Віттенберга маэ серцевий щит із сімейним гербом розміщений на середньому щиті, який, у свою чергу, знаходиться на головному щиті
Геральдична особливість: Герб майбутнього короля Нідерландів Віллема I як принца Фульди: Серцевий щит на чверті щита як серцевий щит середнього щита на головному щиті
Розділений центральний щит (оскільки він трохи більший за серцевий щит) з орлом біля розсычення і трьома червоними діагональними смугами

## Вебпосилання
- Bernhard Peter: Schild im Schild